# Catocala detrita
Catocala detrita là một loài bướm đêm trong họ Erebidae.